# Jacobus Craandijk (1896-1989)
Jacobus Craandijk (Amsterdam, 3 oktober 1896 – Colmschate (Deventer), 9 februari 1989) was een Nederlandse schrijver van jachtverhalen en natuurbeheer.
Craandijk, lid van het geslacht Craandijk, zoon van Frederik Willem Craandijk (1862-1934), directeur van drukkerij en uitgeverij J. H. de Bussy, en kleinzoon van Jacobus Craandijk (1834-1912), was jager die schreef over jachtbelevenissen in onder andere Polen, Duitsland en het toenmalige Joegoslavië. Ook de gewone dingen in het veld beschreef hij. Craandijk was "lid van het eerste uur" van de Nederlandse Jager, waar hij meer dan 600 pagina's aan artikelen voor publiceerde, onder andere over zijn passie voor het africhten van teckels.
Zijn laatste boek Kruitlucht en Buitengeuren werd uitgebracht toen de auteur 84 was.